# قياس الاستقطاب

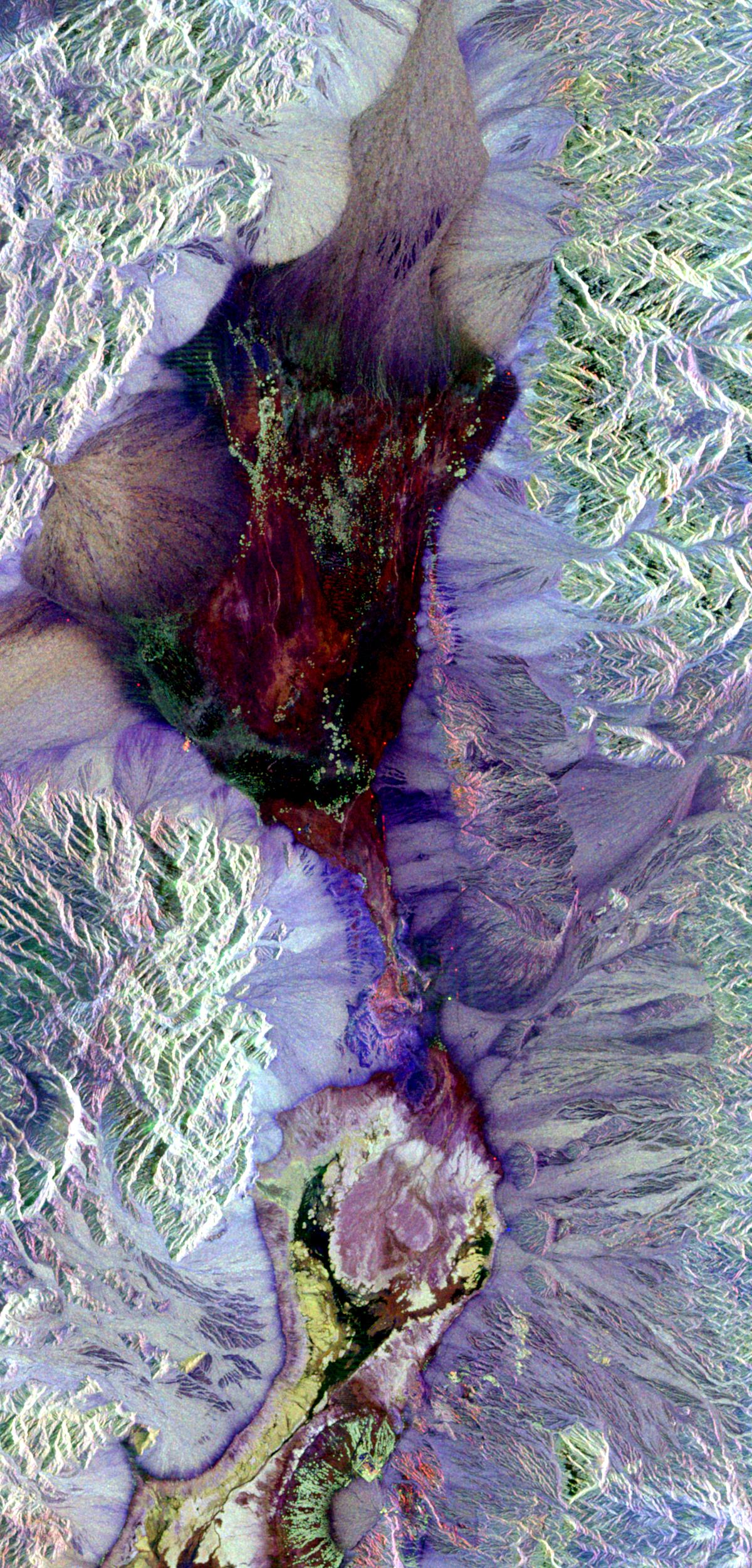
صورة لوادي الموت في كاليفورنيا باستخدام قياس الاستقطاب

قياس الاستقطاب (بالانجليزية: Polarimetry) يعني قياس درجة استقطاب الموجة المستعرضة وهي حالة يكون فيها الضوء (ممثلا بموجة كهرومغناطيسية) مستقطبا بدرجة ما. عادة ما يتم استعمال هذا القياس لمعرفة حالة مادة معينة عبر تحليل انعكاس، انكسار أو تشتت الموجة الكهرومغناطيسة عليها.

## تطبيقات
قياس اللإستقطاب على الأسطح الملساء يعرف عادة بالقياس الإهليجي (ellipsometry). لقياس الإستقطاب تطبيقات عديدة في علم الكواكب، علوم الفضاء، وفي الرصد الجوي. كما أن قياس الاستقطاب مدمج في التحليلات الرياضية للأمواج. فعلى سبيل المثال، الرادار عادة يرصد درجة الاستقطاب في المعالجة الملحقة للبيانات (post processing) لتحسين رصد الأهداف. في هذه الحالة، قياس الإستقطاب يمكن استعماله لتحليل المكونات الجزيئية لمادة معينة ويساعد على معرفة اتجاه المكونات الصغيرة في الهدف. إذا ما استعملت هوائيات ذات قابلية للعمل بالاستقطاب الدائري فيمكن حساب عدد الارتدادات للموجة المُستَقبَلة.

## أجهزة
جهاز قياس الاستقطاب (polarimeter) هو أداة علمية أساسية لقياس درجة استقطاب الأمواج الكهرومغناطيسية. قياس الإستقطاب يتم بناء على الاستفادة من بعض الخواص البصرية للمادة كحالة الانكسار المزدوج الخطي، الانكسار المزدوج الدائري (معروف أيضا بالدوران البصري)
لقياس هذه الخواص العديدة، تم إنشاء عدة تصاميم من أجهزة قياس الاستقطاب. بعضها صُنعت قديما والآخر متاح للإستخدام حاليا. أكثر أجهزة قياس الاستقطاب دقة هي تلك المعتمدة على قياس التداخل الزاوي، بينما الأجهزة العادية للقياس أسست على استعمال مرشحات إستقطابية (الضوء غير المستقطب الداخل يخرج مستقطبا)، أو قطعة تأخير موجية أو ما شابه.